# 3348 Покришкин
3348 Покришкин (енгл. 3348 Pokryshkin) је астероид главног астероидног појаса са средњом удаљеношћу од Сунца која износи 3,170 астрономских јединица (АЈ).
Апсолутна магнитуда астероида је 11,9.